# Nick Jordan
Nick Jordan est le héros d'une série de 41 romans créé en 1959 par le romancier belge André Fernez, pour la collection de poche « Marabout Junior ».

## Biographie
Nicolas-Sébastien-Paul Jordan, dit Nick Jordan, est un agent de la DST, le service de contre-espionnage français. Polytechnicien, officier rescapé de la bataille de Diên Biên Phu, il effectue des missions secrètes dans les quatre coins du monde.

## Romans
Les couvertures des romans sont de Pierre Joubert, les illustrations intérieures étant réalisées successivement par Dino Attanasio, Henri Lievens, Aidans, Eddy Paape et Alexander Lindner.

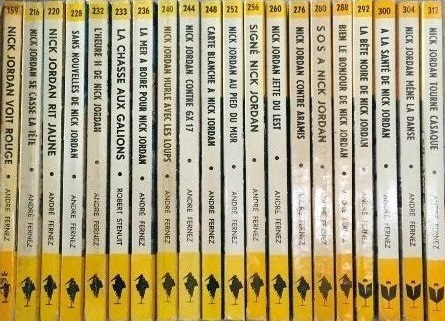
Quelques volumes…

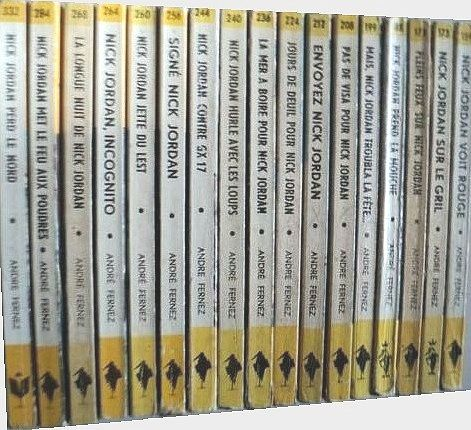
…de Nick Jordan chez Marabout.

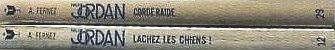
Deux des derniers titres publiés.

- Cerveaux à vendre, Marabout Junior no 148, 1959
- Nick Jordan voit rouge, Marabout Junior no 159, 1959
- Virus H 84, Marabout Junior no 164, 1960. Présentation du livre en deuxième de couverture : « De mystérieuses épidémies se déclarent coup sur coup dans des villages isolés de France, d'Espagne et de Suisse. Se trouve t-on en présence d'une maladie nouvelle ? Les médecins, déconcertés, s'avouent impuissants à enrayer le fléau (...) Un hasard presque miraculeux révèle au Contre-Espionnage français que ces épidémies sont l’œuvre d'un groupe de savants criminels. (...) Sa mission : intercepter l'homme qui détient la formule H-84. »
- Nick Jordan sur le gril, Marabout Junior no 173, 1960
- Pleins feux sur Nick Jordan, Marabout Junior no 179, 1960
- Nick Jordan prend la mouche, Marabout Junior no 188, 1961
- Mais Nick Jordan troubla la fête, Marabout Junior no 199, 1961
- Pas de visa pour Nick Jordan, Marabout Junior no 208, 1961
- Envoyez Nick Jordan, Marabout Junior no 212, 1961
- Nick Jordan se casse la tête, Marabout Junior no 216, 1962
- Nick Jordan rit jaune, Marabout Junior no 220, 1962
- Jours de deuil pour Nick Jordan, Marabout Junior no 224, 1962
- Sans nouvelles de Nick Jordan, Marabout Junior no 228, 1962
- L'heure H de Nick Jordan, Marabout Junior no 232, 1962
- La mer à boire pour Nick Jordan, Marabout Junior no 236, 1962
- Nick Jordan hurle avec les loups, Marabout Junior no 240, 1963
- Nick Jordan contre GX 17, Marabout Junior no 244, 1963
- Carte blanche pour Nick Jordan, Marabout Junior no 248, 1963
- Nick Jordan au pied du mur, Marabout Junior no 252, 1963
- Signé Nick Jordan, Marabout Junior no 256, 1963
- Nick Jordan jette du lest, Marabout Junior no 260, 1963
- Nick Jordan incognito, Marabout Junior no 264, 1963
- La longue nuit de Nick Jordan, Marabout Junior no 268, 1964
- Nick Jordan contre Aramis, Marabout Junior no 276, 1964
- S.O.S. à Nick Jordan, Marabout Junior no 280, 1964
- Nick Jordan met le feu aux poudres, Marabout Junior no 284, 1964
- Bien le bonjour de Nick Jordan, Marabout Junior no 288, 1964
- La bête noire de Nick Jordan, Marabout Junior no 292, 1964
- Nick Jordan relève le défi, Marabout Junior no 296, 1965
- A la santé de Nick Jordan, Marabout Junior no 300, 1965
- Nick Jordan mène la danse, Marabout Junior no 304, 1965
- Nick Jordan tourne casaque, Marabout Junior no 312, 1965
- Nick Jordan perd le Nord, Marabout Junior no 332, 1966
- Nick Jordan aux enfers, Marabout Junior no 337, 1966
- Nick Jordan mène le deuil, Marabout Junior no 350, 1967
- La sarabande des hyènes, Pocket Marabout no 5, 1967
- Lâchez les chiens, Pocket Marabout no 12, 1967
- Le coup du chacal, Pocket Marabout no 23, 1967
- Corde raide, Pocket Marabout no 29, 1967
- La faute du mort, Pocket Marabout no 38, 1967
- Négatif P-224, Pocket Marabout no 44, 1968